# Премия MTV Europe Music Award лучшему российскому исполнителю
Ниже приведён список победителей и номинантов на премию MTV Europe Music Awards в категории «Лучший российский исполнитель».

## 1990-е годы
| Год  | Победитель | Номинанты |
| ---- | ---------- | --------- |
| 1994 | Браво      | н/д       |

## 2000-е годы

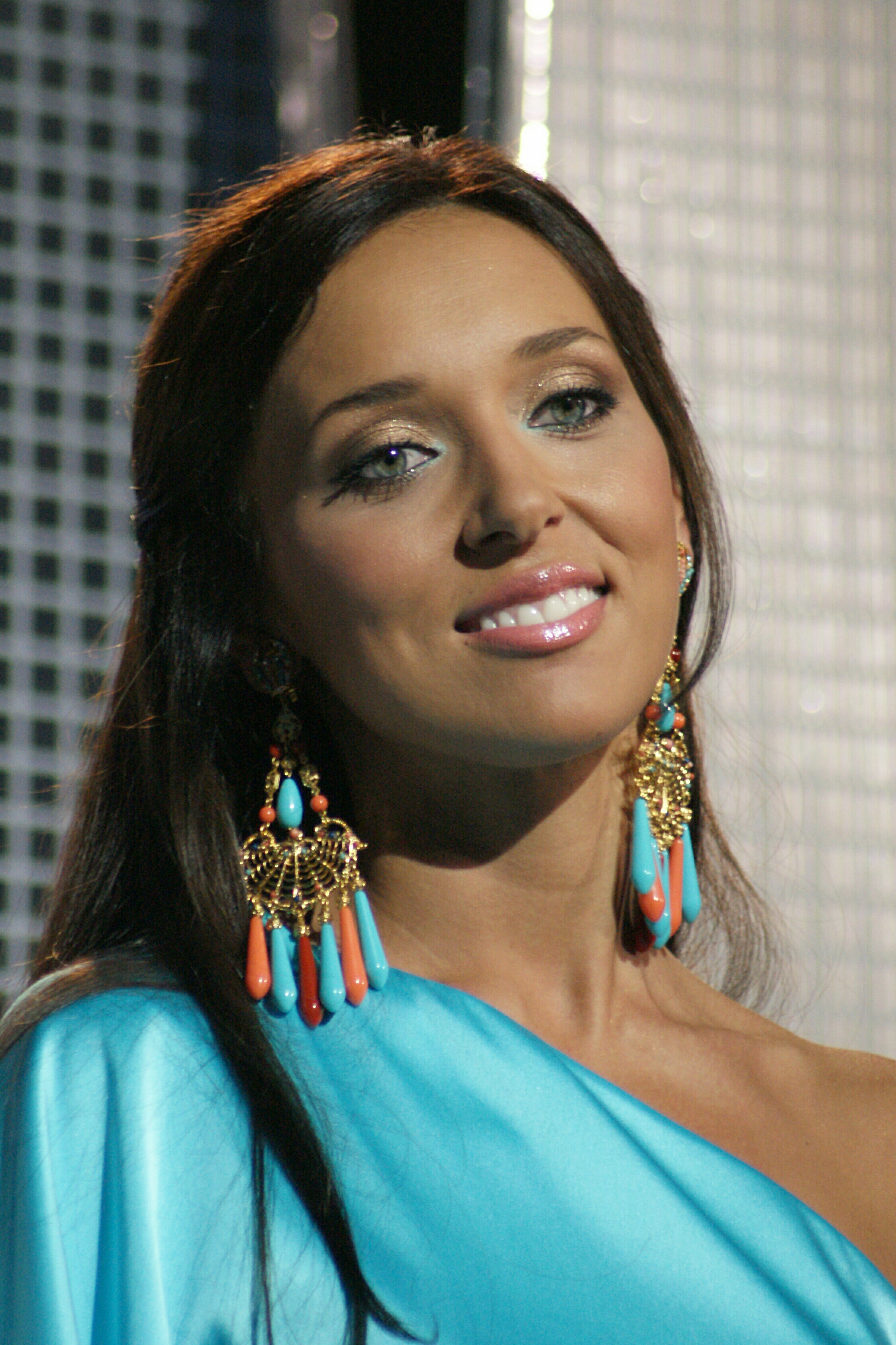
Алсу

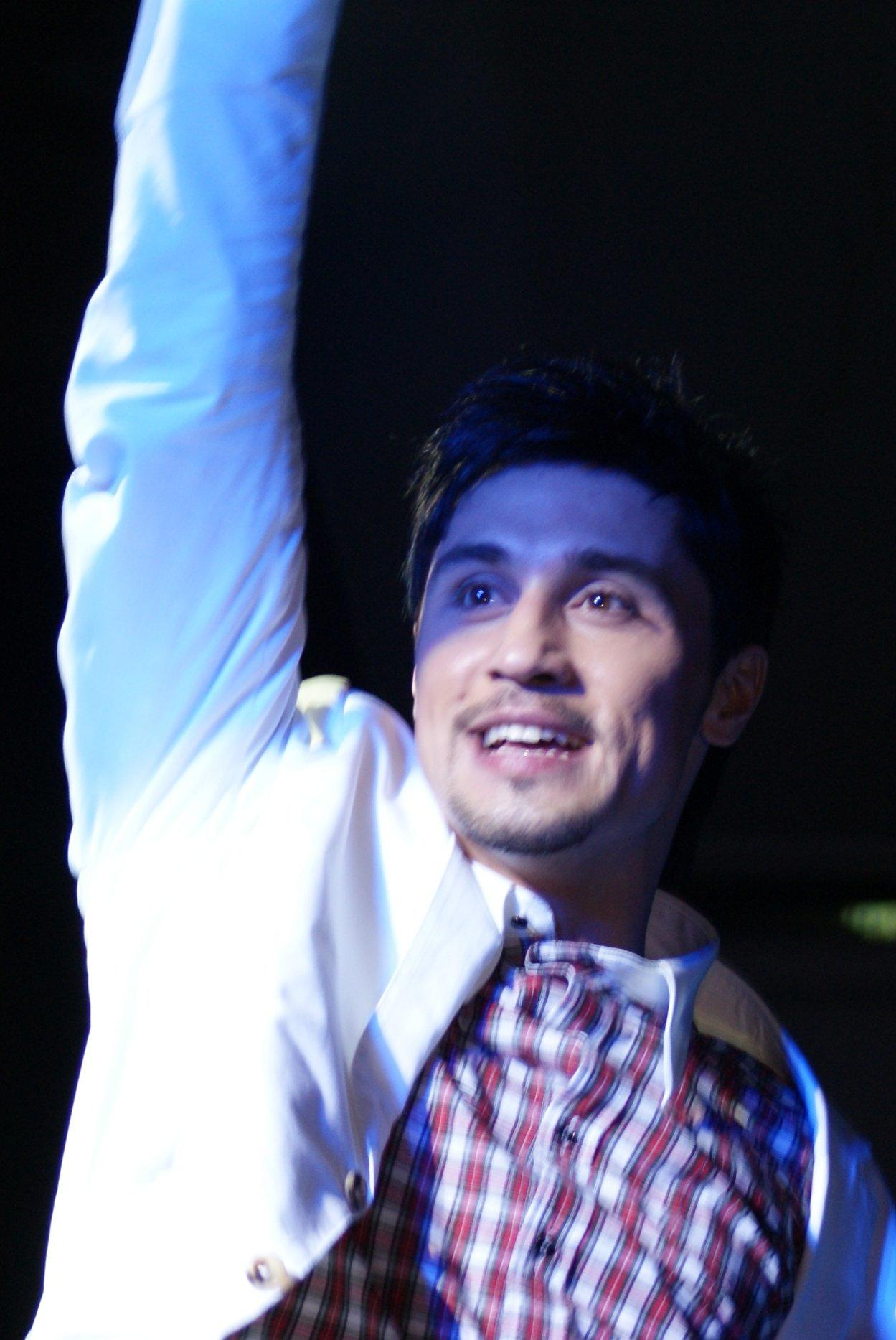
Дима Билан

| Год  | Победитель       | Номинанты                                                |
| ---- | ---------------- | -------------------------------------------------------- |
| 2001 | Алсу             | - Би-2 - Мумий Тролль - Тату - Земфира                   |
| 2002 | Дискотека Авария | - Ариана - Эпидемия - Каста - Тату                       |
| 2003 | Глюкоза          | - Дискотека Авария - Ленинград - Сплин - Тату            |
| 2004 | Звери            | - Дельфин - Глюкоза - Ленинград - ВИА Гра                |
| 2005 | Дима Билан       | - ВИА Гра - Uma2rman - Вячеслав Бутусов - Земфира        |
| 2006 | Дима Билан       | - Город 312 - Валерий Меладзе - Тату - Uma2rman          |
| 2007 | Дима Билан       | - A-Studio - Сергей Лазарев - МакSим - ВИА Гра           |
| 2008 | Дима Билан       | - Банд’Эрос - Сергей Лазарев - Тимати - Настя Задорожная |
| 2009 | Дима Билан       | - Центр - Каста - Сергей Лазарев - Тимати                |

## 2010-е годы

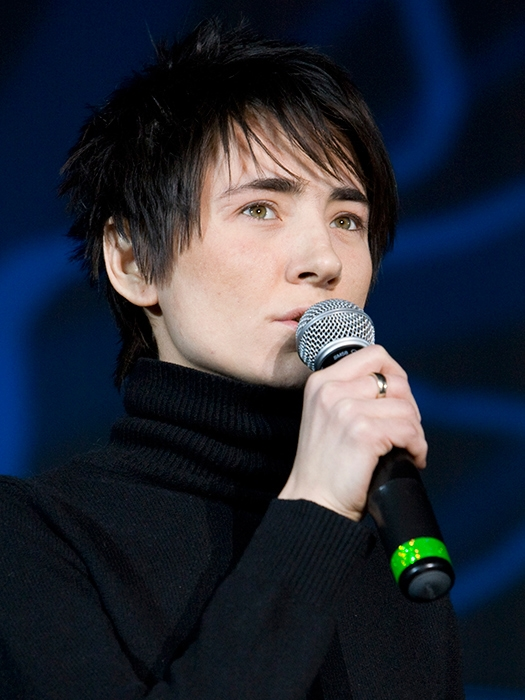
Земфира

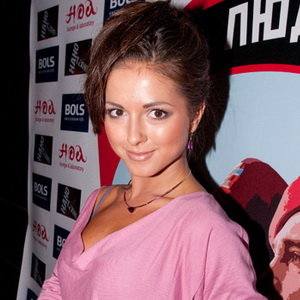
Нюша

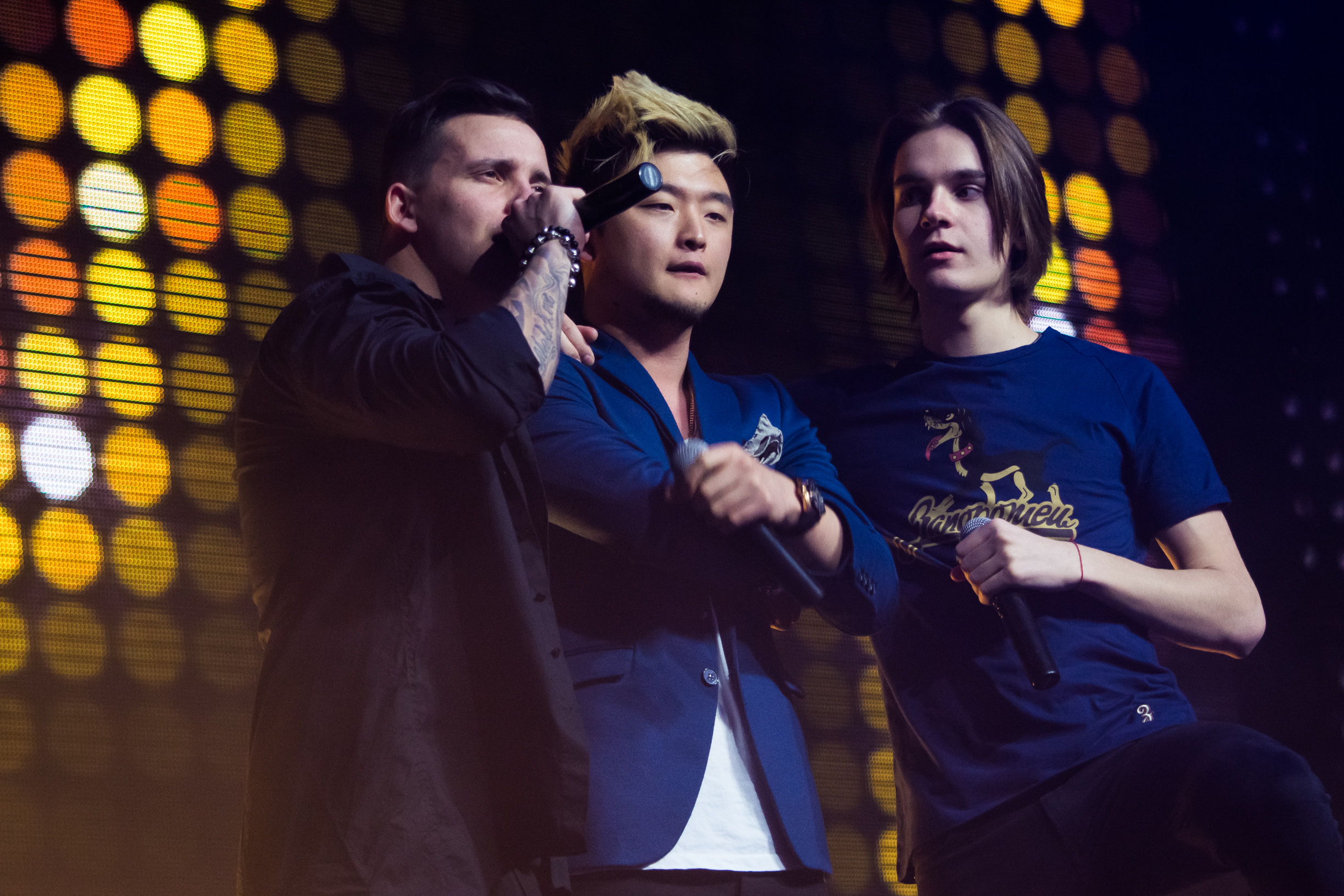
MBAND

| Год  | Победитель  | Номинанты                                    |
| ---- | ----------- | -------------------------------------------- |
| 2010 | Дима Билан  | - А’Студио - Noize MC - Serebro - Тимати     |
| 2011 | Нюша        | - Градусы - Каста - Мачете - Тимати          |
| 2012 | Дима Билан  | - Каста - Нервы - Serebro - Жанна Фриске     |
| 2013 | Земфира     | - Баста - Иван Дорн - Нюша - Ёлка            |
| 2014 | Нюша        | - Serebro - Каста - Noize MC - Бьянка        |
| 2015 | MBAND       | - IOWA - Quest Pistols - Serebro - Иван Дорн |
| 2016 | Therr Maitz | - Баста - Ленинград - OQJAV - Ёлка           |
| 2017 | Иван Дорн   | - Елена Темникова - Грибы - Хаски - Ёлка     |
| 2018 | Jah Khalib  | - Элджей - Pharaoh - Монеточка - Мы          |
| 2019 | Maruv       | - Face - Little Big - Noize MC - Zivert      |

### Комментарии
1. ↑  Местный герой — Россия

## 2020-е годы

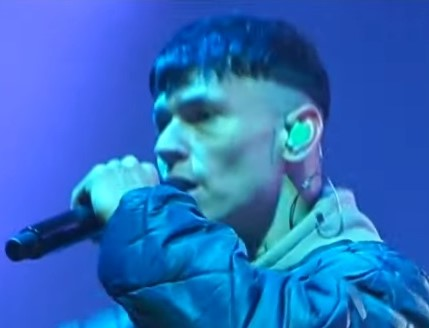
Niletto

| Год  | Победитель   | Номинанты                                                   |
| ---- | ------------ | ----------------------------------------------------------- |
| 2020 | Niletto      | - Клава Кока - Manizha - Morgenshtern - Cream Soda          |
| 2021 | Макс Барских | - Муся Тотибадзе - Imanbek - Мари Краймбрери - Slava Marlow |